# Nina Sibal
Nina Sibal (Pune, 1948 - Nova York, 2000) foi uma diplomata e escritora indiana, conhecida por seu romance premiado Yatra e outras obras de ficção em inglês, bem como por seu trabalho no Serviço Exterior da Índia.

## Biografia
Ela nasceu em Pune de pai indiano e mãe grega. Depois de um mestrado em inglês na Universidade de Delhi (em Miranda House) ela lecionou lá por três anos. Ela também se formou em direito e estudou francês. Em 1972, Sibal ingressou no Serviço Exterior da Índia e começou a trabalhar nas Nações Unidas em Nova York. Mais tarde, ela disse a um jornalista que isso a jogou "no mais profundo choque cultural". Outros postos incluíram Cairo e três anos como vice-diretora geral do Conselho Indiano de Relações Culturais. Em 1992, tornou-se delegada permanente da Índia na UNESCO em Paris, e foi para Nova York em 1995 para ser diretora de seu escritório de ligação lá.
Ela era casada com o advogado e político Kapil Sibal, com quem teve dois filhos. Enquanto ambos os cônjuges perseguiam carreiras exigentes, eles mantinham um casamento "transcontinental" de acordo com o político, diplomata e escritor Shashi Tharoor. Ela morreu de câncer de mama em Nova York em junho de 2000. Um prêmio Nina Sibal Memorial foi concedido pelo marido. A All India Women's Education Fund Association dá o prêmio anualmente a um indivíduo que desempenha um papel de liderança em uma organização usando métodos inovadores para ajudar crianças deficientes e desfavorecidas.

## Escritora
A ficção de Sibal foi notada em 1985, quando sua pequena história What a blaze of glory ganhou uma competição de contos. O Asiaweek. Mais tarde, foi incluído em uma antologia chamada Prize Winning Asian Fiction, publicada em 1991.Yatra, um romance publicado em 1987, abrange mais de um século na vida de uma família sikh. Seus movimentos ao longo do tempo refletem o título: "Yatra" significa jornada ou peregrinação. Críticos comentam sobre o realismo mágico do livro, especialmente no que diz respeito à mudança de cor da pele de um personagem, e fazem comparações com Midnight's Children, de Salman Rushdie. O autor usa elementos míticos em sua história. Os temas incluem o movimento Chipko, a história do Punjab, a origem de Bangla Desh e a busca da heroína por um pai. O romance pode ser criticado por ser muito lotado com vários temas, mas no geral foi geralmente bem recebido. Ganhou o Grande Prêmio Internacional de Literatura de 1987 em Argel.The Secret Life of Gujjar Mal, a coletânea de contos de Sibal, foi publicada em 1991. As histórias são ambientadas em vários países diferentes, alguns deles disfarçados com nomes fictícios: Mulgary ecoa a Bulgária durante a guerra fria, por exemplo. Essas configurações não são usadas simplesmente como fundos políticos ou coloridos, mas estão interligadas com as vidas e emoções dos personagens. Além da história do título, a coleção contém seis outras histórias: By his death, Swimming, The face of Dadarao, Fur boots, Sanctuary and The man who seeks enlightenment.
Seu romance de 1998, The Dogs of Justice, é ambientado na Caxemira e conta a história de uma rica garota muçulmana. Foi menos bem recebido do que os dois livros anteriores de Sibal, com um crítico dizendo que não cumpriu a promessa dos trabalhos anteriores.